# تیم رالی جهانی آداپتا
تیم رالی جهانی آداپتا (انگلیسی: Adapta World Rally Team) یک تیم اتوموبیل‌‌رانی در مسابقات رالی قهرمانی جهان است و مرکز آن در شهر اسلو، نروژ قرار دارد.